# San Antonio de Calera
San Antonio de Calera är en ort i Mexiko.   Den ligger i kommunen Teocaltiche och delstaten Jalisco, i den centrala delen av landet, 400 km nordväst om huvudstaden Mexico City. San Antonio de Calera ligger 1 863 meter över havet och antalet invånare är 197.
Terrängen runt San Antonio de Calera är lite kuperad. Runt San Antonio de Calera är det ganska glesbefolkat, med 42 invånare per kvadratkilometer. Närmaste större samhälle är Teocaltiche, 9,1 km söder om San Antonio de Calera. Trakten runt San Antonio de Calera består till största delen av jordbruksmark.